# 마하마트 알리 아둠
마하마트 알리 아둠(Mahamat Ali Adoum, 1947년 11월 14일~)은 차드의 외교관 겸 정치인이다. 2014년 5월 26일부터 캐나다 주재 차드 대사관 대사로 재직 중이다.

## 주요 경력
- 2013년 1월 23일~ 2013년 5월 31일: 벨기에 주재 차드 대사관 대리대사 임시서리

## 학력
- 라발 대학교 정치학과 학사
- 브라자빌 대학교 대학원 외교학과 사회과학 석사
- 미국 홉킨즈 대학교 폴 H. 니츠 고등국제학대학원 사회과학 석사
- 존스 홉킨스 대학교 대학원 경제학과 경제학 석사